# Zodiaco

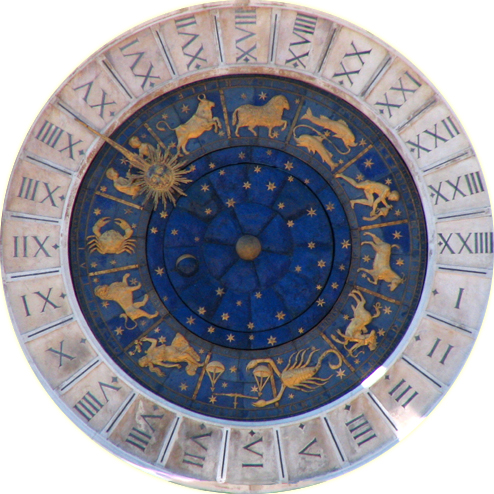
I dodici segni zodiacali sull'orologio astronomico di Venezia

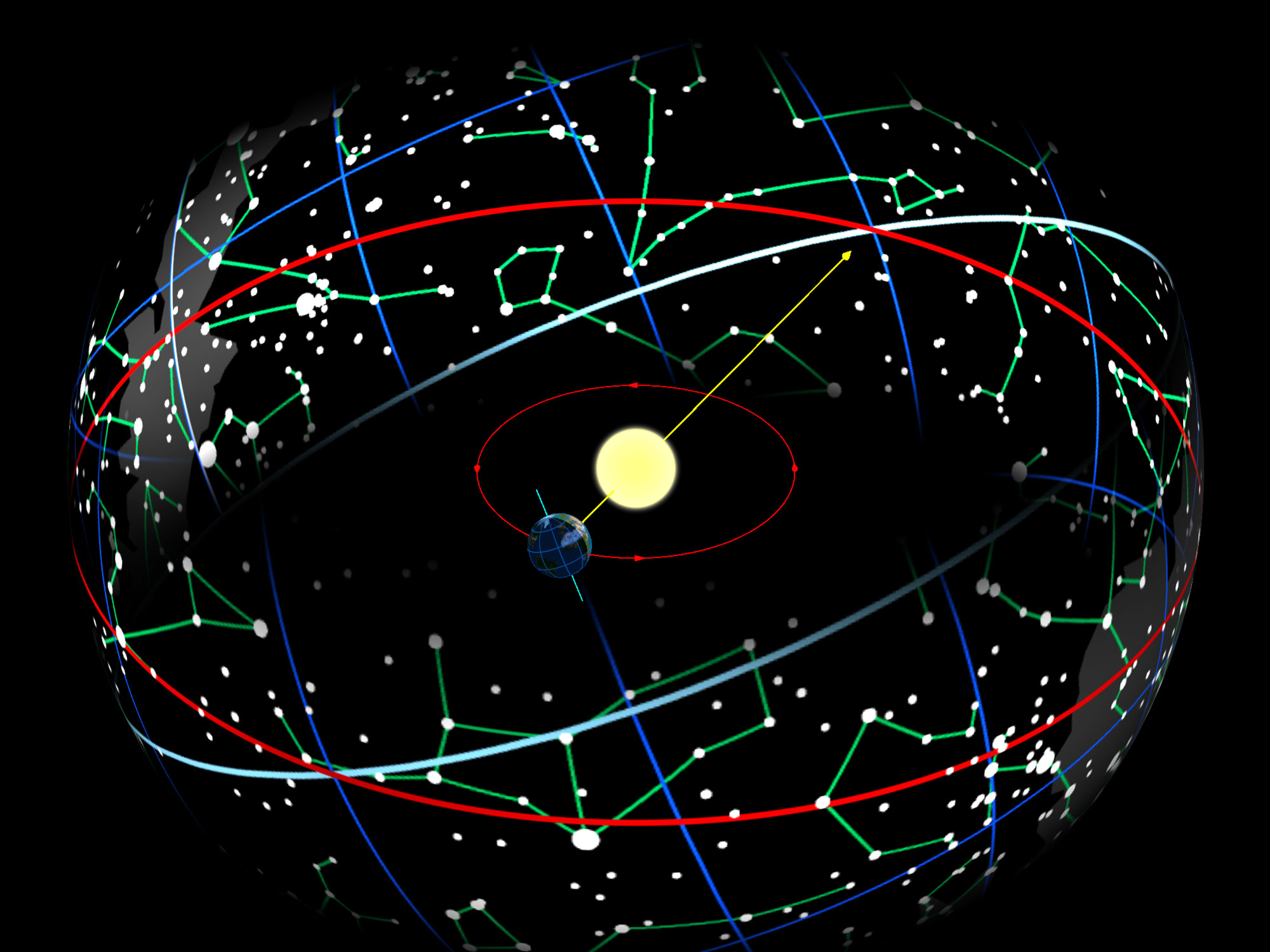
Mentre la Terra percorre la sua orbita attorno al Sole (circonferenza rossa piccola), l'immagine del Sole, proiettata sulla volta celeste (linea gialla), cade sull'eclittica (circonferenza rossa grande) in posizione diametralmente opposta. L'eclittica, che è la proiezione sulla volta celeste dell'orbita terrestre, è inclinata di 22° e 30' rispetto all'equatore celeste (linea bianco-azzurra), che è la proiezione dell'equatore della Terra.

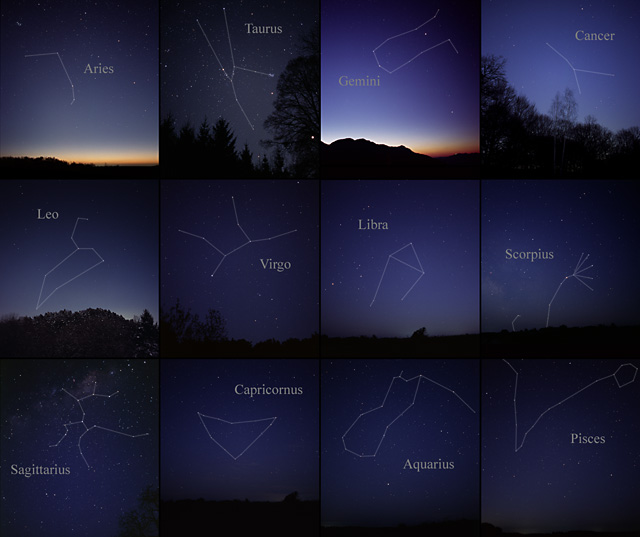
Le costellazioni dello zodiaco

Lo zodiaco in astronomia, geografia astronomica, come pure in astrologia, è una fascia della volta celeste che si estende per circa 9° da entrambi i lati dell'eclittica (il percorso apparente del Sole nel suo moto annuo) e comprende anche i percorsi apparenti della Luna e dei pianeti.
Le stelle nella fascia dello zodiaco sono state raggruppate in  costellazioni, alle quali sono stati assegnati nomi di esseri viventi, reali o fantastici.

## Etimologia
Ciò spiega l'etimologia del nome. Il termine infatti viene dal latino zodiacus, che a sua volta deriva dal greco ζῳδιακός [κύκλος], "zōdiakòs [kýklos]"; zōdiakòs è un aggettivo derivante dal diminutivo di ζῷον (zōon, animale), cioè da ζῴδιον (zōdion), che vuol dire "animaletto", ma più che altro "effigie", "figura" o "icona" di animale;  il kýklos, sottinteso, è "cerchio". Quindi, in definitiva, il significato è pressappoco "[cerchio] di figure animali", o anche "[cerchio] di figure celesti".  A causa del moto di rivoluzione della Terra, infatti, il Sole sembra percorrere questo cerchio che per la maggior parte è composto di figure di animali, reali o mitici. Tali figure sono state poi dette tradizionalmente «segni».

## Le costellazioni dello zodiaco
Lo zodiaco è una fascia della sfera celeste utile da individuare per le sue implicazioni pratiche: tutti i pianeti e la maggior parte degli altri corpi celesti del sistema solare sono visibili solo nella regione dello zodiaco. Un osservatore che vedesse un oggetto molto luminoso al di fuori della regione zodiacale sa che non può trattarsi di un pianeta. Gli osservatori vicini ai poli terrestri non possono osservare facilmente i pianeti perché lo zodiaco è troppo vicino all'orizzonte.
L'astronomia moderna continua per comodità a suddividere la volta celeste in una serie di costellazioni, ossia in diversi raggruppamenti di stelle che però non sono vicine fra loro nello spazio tridimensionale, ma anzi in alcuni casi risultano separate da enormi distanze, nonostante appaiano vicine nella nostra percezione bidimensionale dello spazio come volta celeste.
Le costellazioni introdotte dagli antichi astronomi/astrologi (tutte, non solo quelle dello zodiaco) sono state definite con precisione nel 1930 dall'Unione Astronomica Internazionale in modo che ogni punto della volta celeste appartenga ad una e una sola costellazione. I confini sono disegnati con segmenti rettilinei, seguendo linee di ascensione retta e declinazione valide per l'epoca B1875,0, cioè secondo la posizione della volta celeste nel 1875 (tale posizione varia a causa della precessione degli equinozi). L'estensione angolare effettiva delle costellazioni astronomiche lungo l'eclittica varia notevolmente. Le costellazioni più ampie, come il Leone o il Toro, furono probabilmente le prime ad essere stabilite e corrispondono alla direzione dei punti solstiziali ed equinoziali nell'antichità più remota.
L'Ofiuco, costellazione effettivamente presente nella fascia zodiacale, ma trascurata in passato per ridurre a dodici il numero dei segni zodiacali, non viene normalmente compresa nello zodiaco. L'eclittica passa molto vicina all'estremità nordoccidentale della Balena, perciò alcuni pianeti e la Luna possono transitarvi brevemente. Anche la Balena quindi, non è considerata una costellazione zodiacale.

## Inclinazione e punto iniziale dello zodiaco

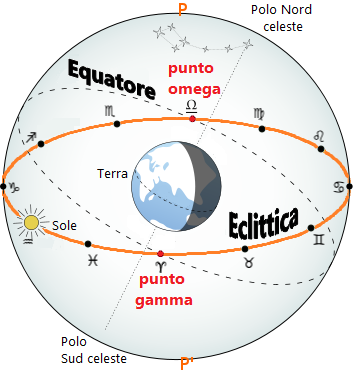
Equatore celeste ed eclittica, che si intersecano nel punto omega e nel punto gamma

L'asse terrestre non è perpendicolare al piano dell'eclittica e quindi neppure alla cintura zodiacale, a causa della sua inclinazione, la stessa che determina l'alternanza delle stagioni. La cintura dello zodiaco non coincide pertanto con l'equatore celeste, ma risulta inclinata rispetto ad esso, intersecandolo in due punti; cinque segni si trovano a Nord e altri cinque a Sud. Assumendo come riferimento l'asse terrestre e il piano equatoriale, il cerchio zodiacale appare dunque obliquo, come viene ad esempio descritto da Dante, che su di esso vedeva transitare i pianeti, richiamati dalla Terra per soddisfare le sue esigenze:
«Vedi come da indi si dirama

l'oblico cerchio che i pianeti porta,

per sodisfare al mondo che li chiama.»

(Divina Commedia, Paradiso, X, 13-15)
Le due intersezioni dell'eclittica col piano equatoriale celeste, dette "punto gamma" e "punto omega" sono i punti in cui transita il Sole, in un'ottica geocentrica, in corrispondenza degli equinozi. Le loro date furono spesso utilizzate come capodanno sin dall'antichità.
Il punto gamma è considerato il punto iniziale dello zodiaco ed è tuttora chiamato anche "primo punto d'Ariete", perché questo nome fu stabilito quando l'equinozio di primavera coincideva con l'ingresso del Sole nella costellazione dell'Ariete. La posizione del punto gamma infatti si sposta lentamente lungo l'eclittica a causa della precessione degli equinozi e lo spostamento angolare accumulatosi negli ultimi 2300 anni è di 32° circa verso occidente. Per questo motivo all'equinozio di primavera ("primo punto d'Ariete") il Sole si trova invece nella precedente costellazione dei Pesci ed è ormai prossima all'Aquario.

## Equipartizioni dello zodiaco

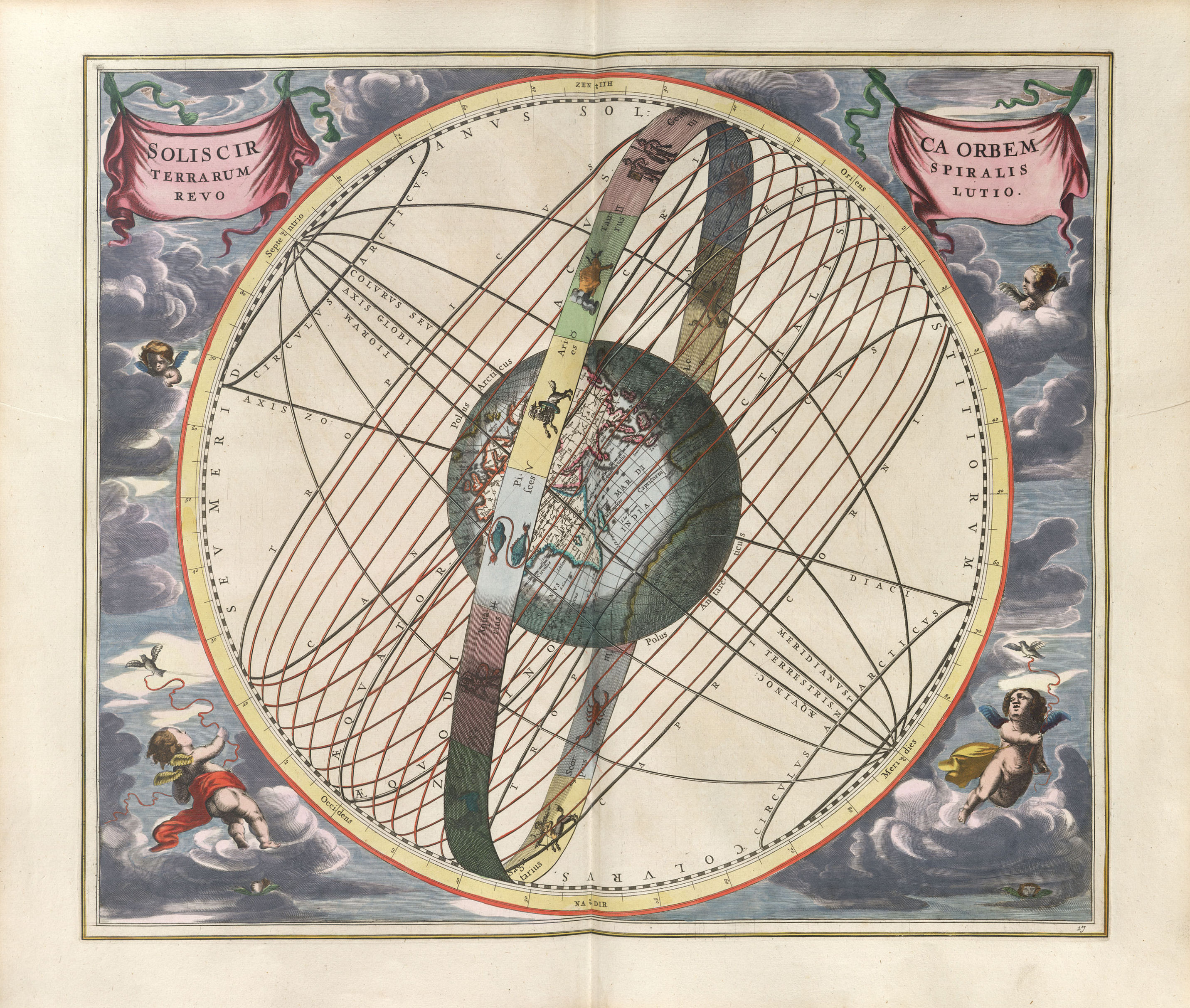
La cintura zodiacale, divisa in dodici settori corrispondenti alle costellazioni zodiacali, è una fascia della sfera celeste disposta lungo l'eclittica, che rappresenta l'apparente percorso annuale compiuto dal Sole intorno alla Terra. Su di essa transitano anche i pianeti. Nella figura è rappresentato inoltre il reticolo delle coordinate celesti equatoriali.

### Lo zodiaco babilonese
Le stelle della fascia zodiacale erano utilizzate dagli astronomi mesopotamici come punti di riferimento per registrare la posizione del Sole, della Luna e dei pianeti. A questo scopo nel MUL.APIN, una coppia di tavolette risalenti al 700 a.C. ma di contenuto molto più antico, vengono elencate diciassette stelle/costellazioni poste nel "sentiero della Luna".
Nel V secolo a.C. (o poco prima) col perfezionarsi degli strumenti di osservazione i Babilonesi preferirono dividere lo zodiaco in dodici segmenti di 30° ciascuno, assegnando convenzionalmente ad ognuno il nome di una costellazione. Le coordinate angolari dei punti di inizio e di termine delle costellazioni babilonesi dipendono solo dall'identificazione del punto iniziale dello zodiaco da loro scelto e rimasto identico, almeno nelle tavolette di età ellenistica.
Le coordinate celesti longitudinali oggi utilizzate sono legate ai punti equinoziali, la cui posizione zodiacale varia nel tempo a causa della precessione degli equinozi. Quelle babilonesi, invece, erano ancorate alle costellazioni dello zodiaco. Secondo Huber la longitudine celeste siderale utilizzata nei testi babilonesi si ottiene da quella tropica oggi in uso con la formula:
λ (B) = λ (T) + 3,08 + 0,013825 y
in cui y è l'anno in coordinate astronomiche (cioè con valori negativi per le date antecedenti l'anno zero). In pratica i due sistemi coincidevano circa nel 223 a.C.

### I dodecatemoria
In epoca seleucide, infine, ogni segmento venne suddiviso in dodicesimi, ognuno di 2,5°, che successivamente i Greci chiamarono dodecatemoria (in greco antico δωδεκατημόρια è un nome neutro plurale che vuol dire appunto «le dodicesime parti»), nome tuttora utilizzato. Ogni dodicesimo, detto «dodecatemórion» (δωδεκατημόριον, neutro singolare), era ulteriormente diviso in cinque parti di mezzo grado, ciascuna assegnata a uno dei cinque pianeti; di queste suddivisioni parla ad esempio il poeta-astrologo romano Marco Manilio nel suo libro Astronomica.
I Babilonesi denominarono ancora convenzionalmente questi dodicesimi secondo le dodici costellazioni, creando dodici «microzodiaci». Il primo dodicesimo era indicato con lo stesso nome del segno zodiacale di cui faceva parte, seguivano gli altri dodicesimi contrassegnati con i segni zodiacali successivi. Ad esempio il primo dodicesimo del segno del Leone era contrassegnato ancora con il Leone. Ad esso faceva seguito la Vergine del Leone e così via. La suddivisione in dodicesimi rispecchia approssimativamente il fatto che mentre il Sole attraversa un intero segno zodiacale la Luna nel suo percorso mensile attorno alla Terra li attraversa tutti e dodici. All'inizio del mese sinodico Luna e Sole sono in congiunzione e per questo motivo il microzodiaco comincia con la stessa costellazione zodiacale.

### I decani
In Egitto, invece, ogni segmento era diviso in tre parti, dette decani, perché hanno un'ampiezza di dieci gradi.

### Zodiaco tropico e zodiaco siderale
I segni zodiacali dell'astrologia occidentale corrispondono a settori angolari di 30° misurati a partire dal punto gamma. A causa della precessione degli equinozi il punto gamma si sposta lentamente lungo l'eclittica determinando così la rotazione dello zodiaco astrologico, detto "tropico", che diverge quindi dallo zodiaco siderale basato invece sulle costellazioni.
Ai tempi dell'astrologo e astronomo alessandrino Claudio Tolomeo (II secolo d.C.) i dodici segni astrologici erano stati identificati con raggruppamenti arbitrari di stelle, cioè appunto le costellazioni astronomiche, che compongono lo zodiaco siderale ancorato alle stelle fisse, il quale ha come punto iniziale la costellazione dell'Ariete (per questo il punto gamma è tuttora detto "primo punto d'Ariete"). Tuttora i praticanti della cosiddetta astrologia siderale continuano a identificarli, ad esempio in ambito antroposofico, ma a causa della precessione terrestre degli equinozi la coincidenza tra zodiaco tropico e zodiaco siderale non c'è più. Ciò spiega perché i dodici segni dell'astrologia abbiano tuttora i nomi delle costellazioni astronomiche.
Oltre ai segni dell'astrologia occidentale ce ne sono altri, definiti nell'astrologia vedica e nell'astrologia cinese, in cui lo zodiaco viene suddiviso in 27/28 case di circa 13°, che corrispondono al percorso zodiacale della luna nel corso di un mese lunare siderale.

## Astrologia
Bilancia, Scorpione, Sagittario, Capricorno, Aquario, Pesci.»
(Versi in esametri dal Computus manualis magistri Aniani, del monaco benedettino Aniano)
Nell'astrologia occidentale, lo zodiaco è suddiviso in dodici parti uguali, di 30° di ampiezza ciascuna, dette segni zodiacali.

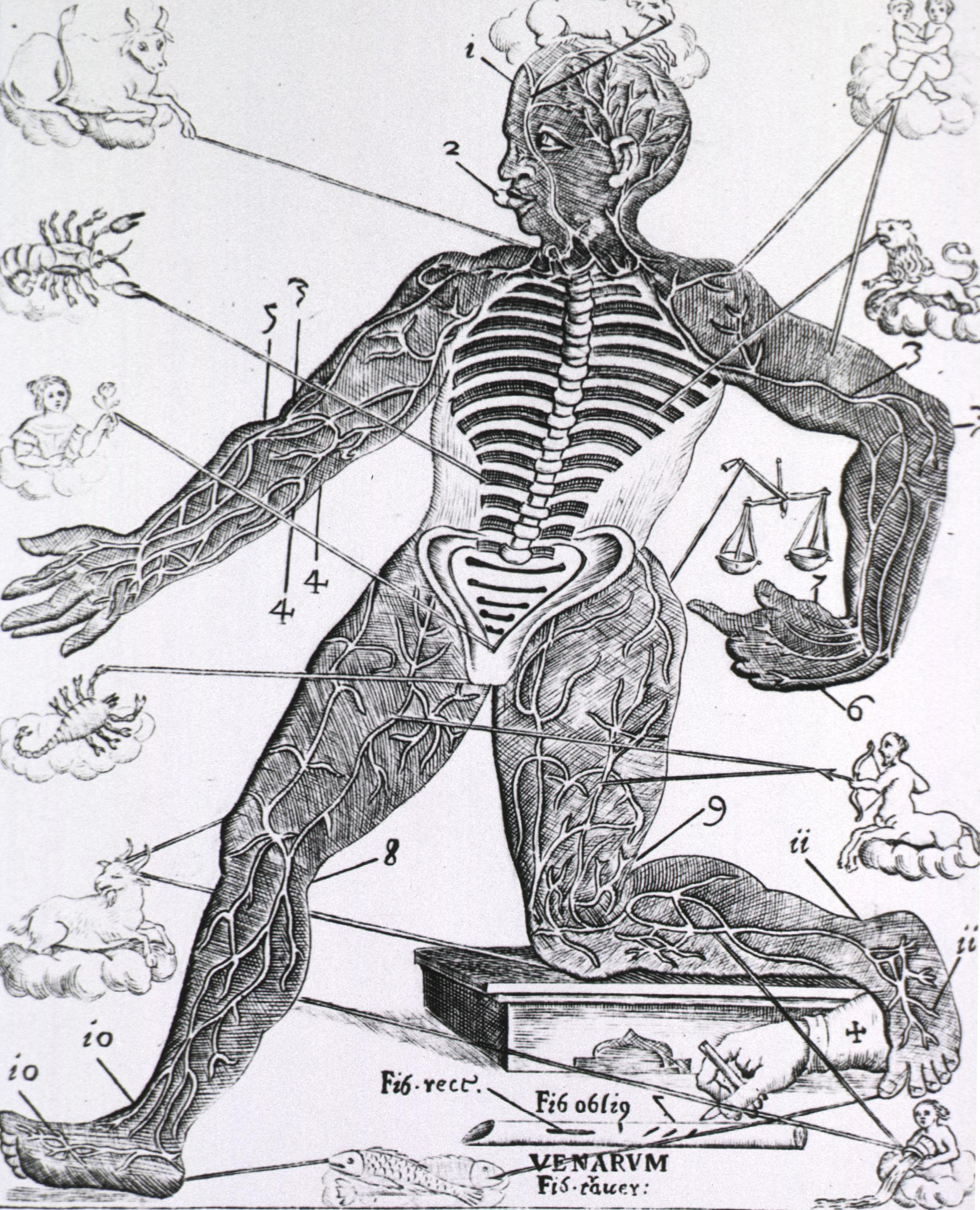
Illustrazione tratta da: Daniel Ricco, Ristretto anatomico; o sia, Aleanza de gl'astri, con l'huomo, e vegetabili, Venezia 1690

I segni zodiacali ricevono il nome da dodici costellazioni situate lungo l'eclittica, ma per il resto queste ultime sono del tutto ignorate dall'astrologia occidentale tradizionale. Infatti:
- l'astrologia occidentale prende in considerazione solo le componenti mobili del cielo, ossia Sole, Luna e pianeti.
- l'Ariete è il primo segno dello zodiaco perché anticamente il Sole si trovava in quella costellazione al momento dell'equinozio di primavera, data utilizzata come capodanno. Il punto in cui il Sole transita all'equinozio, cioè il punto in cui il piano dell'eclittica interseca il piano equatoriale terrestre, è detto vernale o punto gamma, e vede l'eclittica entrare nell'emisfero boreale della Terra. Per tradizione viene detto anche primo punto d'Ariete, nonostante ciò non sia più vero astronomicamente.
- Anche oggi il periodo del primo segno zodiacale, l'Ariete, inizia il giorno dell'equinozio di primavera, il 21 marzo, ma il Sole è ancora nella costellazione dei Pesci, dove rimane fino a metà aprile. A causa, infatti, della precessione degli equinozi, le costellazioni sono sempre meno sovrapposte alle omonime suddivisioni dello zodiaco, e si discostano da queste di circa un grado ogni 72 anni. Perciò ogni 2 150 anni circa i segni zodiacali si spostano di 30° e si vengono a trovare in una costellazione diversa. Dopo dodici volte ({\displaystyle 2\ 150\times 12=25\ 800} anni) si ristabilisce la corrispondenza iniziale. Questo ciclo si dice anno platonico, mentre i periodi di 2 150 anni, molto comuni in astrologia e soprattutto nei testi New Age, sono detti ere zodiacali e prendono il nome dal segno; per esempio "era del Toro" o "era dell'Aquario".

Quindi nell'astrologia occidentale tradizionale, detta "tropica", il nome dei segni fa riferimento alla posizione del punto gamma (e quindi delle costellazioni zodiacali) valida poco prima dell'inizio dell'era cristiana, ma ancora utilizzata all'epoca del primo ampio manuale astrologico, il Tetrabiblos di Claudio Tolomeo, in modo che le previsioni restino ancorate al ciclo delle stagioni e non alla posizione delle stelle. In altre tradizioni astrologiche, come quella indiana, detta "siderale", si fa invece approssimativamente riferimento alla posizione attuale del punto vernale: le previsioni, in questo caso, sono ancorate alla posizione reale delle costellazioni zodiacali.

### L'associazione dei segni zodiacali con gli organi del corpo umano
Anticamente ogni parte del corpo umano fu associata astrologicamente ed esotericamente a una costellazione/segno zodiacale. Nell'Ariete vi era la testa; nel Toro la laringe; nei Gemelli, ciò che meglio esprime la simmetria, ossia le due braccia; il torace al posto del Cancro; il cuore al posto del Leone; fino alla parte bassa delle gambe al posto dell'Aquario; e ai i piedi al posto dei Pesci.
Queste teorie astrologiche risalgono ai Babilonesi, ma furono diffuse ampiamente nel mondo greco-romano. Ultimamente sono state adottate anche dall'antroposofia di Rudolf Steiner.

### Differenza di date del percorso del Sole tra zodiaco delle costellazioni e zodiaco dei segni
La tabella mostra le differenze del percorso del Sole sull'eclittica, visto dalla Terra, nello zodiaco astronomico coincidente con la mappa attuale delle costellazioni, e nello zodiaco astrologico, esclusivamente basato su calcoli matematici.
Le date riportate sono calcolate sul meridiano di Greenwich e sono solo indicative, in quanto il passaggio da un segno all'altro non solo non cade alla mezzanotte, ma di anno in anno varia di circa 6 ore (18 ore nei 12 mesi successivi al 29 febbraio negli anni bisestili). Per un'analisi più precisa vanno consultate le effemeridi.
| Segno      | Simbolo           | Simbolo    | Date astrologiche         | Date astrologiche         |
| Segno      | Simbolo           | Simbolo    | Tropicale                 | Siderale                  |
| ---------- | ----------------- | ---------- | ------------------------- | ------------------------- |
| Ariete     | ariete            | Ariete     | 21 marzo – 20 aprile      | 14 aprile – 14 maggio     |
| Toro       | toro              | Toro       | 21 aprile – 20 maggio     | 15 maggio – 14 giugno     |
| Gemelli    | gemelli           | Gemelli    | 21 maggio – 21 giugno     | 15 giugno – 16 luglio     |
| Cancro     | granchio          | Cancro     | 22 giugno – 22 luglio     | 17 luglio – 16 agosto     |
| Leone      | leone             | Leone      | 23 luglio – 23 agosto     | 17 agosto – 16 settembre  |
| Vergine    | giovane donna     | Vergine    | 24 agosto – 22 settembre  | 17 settembre – 17 ottobre |
| Bilancia   | bilancia          | Bilancia   | 23 settembre – 22 ottobre | 18 ottobre – 16 novembre  |
| Scorpione  | scorpione         | Scorpione  | 23 ottobre – 22 novembre  | 17 novembre – 15 dicembre |
| Sagittario | centauro          | Sagittario | 23 novembre – 21 dicembre | 16 dicembre – 14 gennaio  |
| Capricorno | mostro marino     | Capricorno | 22 dicembre – 20 gennaio  | 15 gennaio – 12 febbraio  |
| Aquario    | portatore d'acqua | Aquario    | 21 gennaio – 19 febbraio  | 13 febbraio – 14 marzo    |
| Pesci      | pesci             | Pesci      | 20 febbraio – 20 marzo    | 15 marzo – 13 aprile      |

Le date "tropicali" (che dividono lo zodiaco a partire dall'equinozio di primavera) sono usate nell'astrologia occidentale; le date "siderali" (che dividono lo zodiaco a partire dall'allineamento del Sole con il punto della sfera celeste detto d'Ariete o gamma, e non risentono direttamente della precessione degli equinozi citata prima) sono usate in altre tradizioni astrologiche.

## Origine simbolica e iconologia dei segni zodiacali

### I segni dello zodiaco e il calendario stagionale

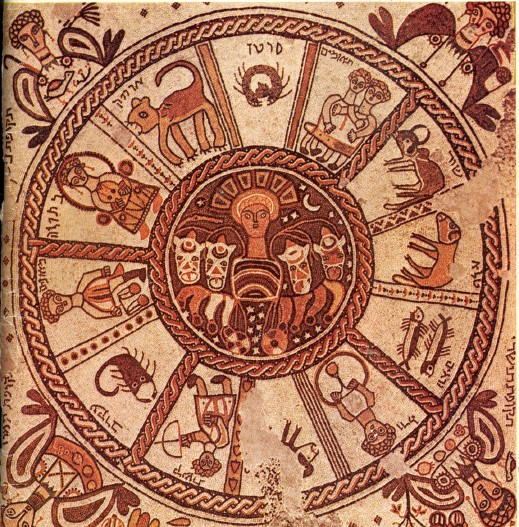
Lo zodiaco rappresentato in un mosaico del VI secolo nella sinagoga di Beit Alfa, oggi in Israele

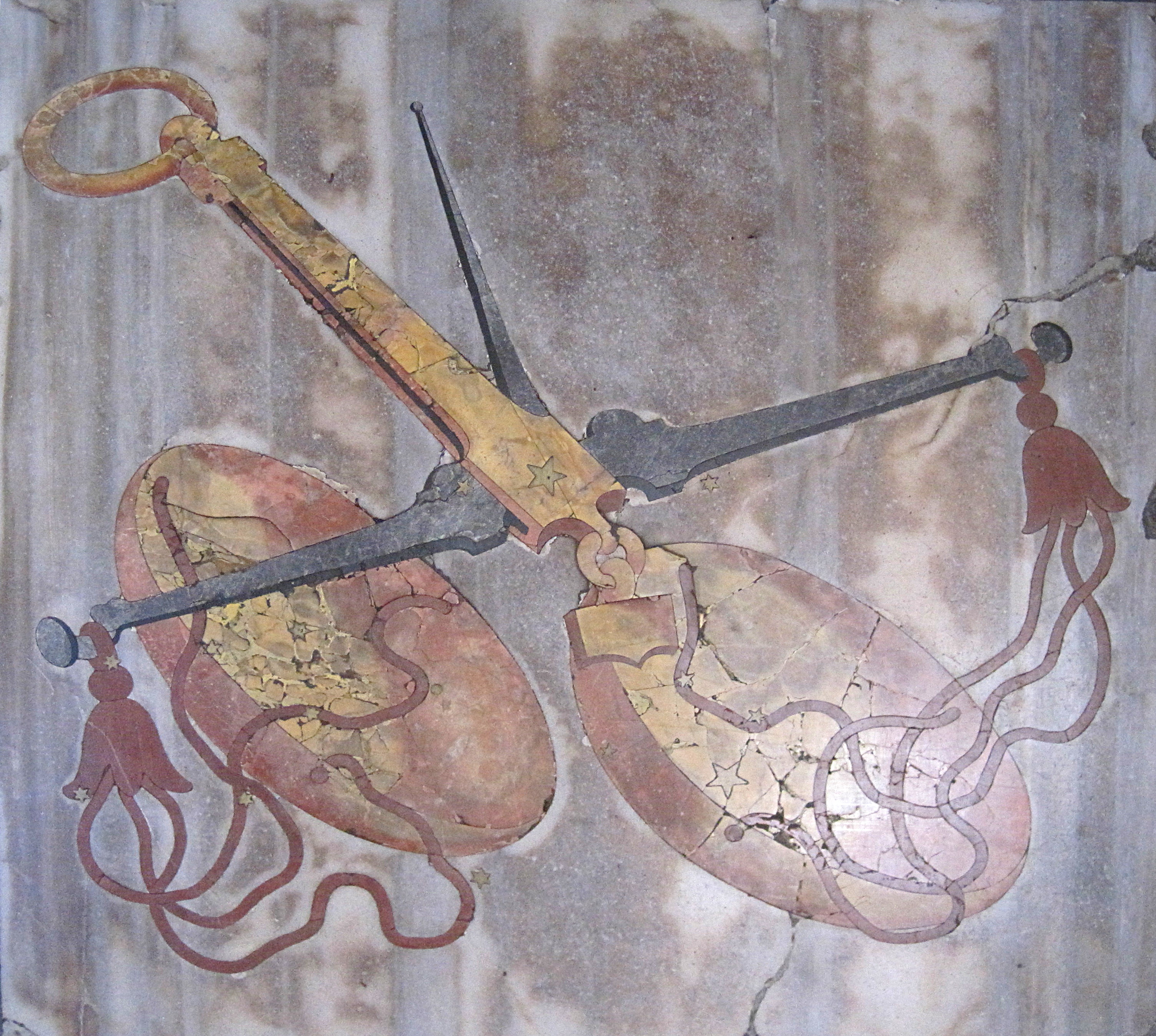
Raffigurazione della Bilancia nello zodiaco in Santa Maria degli Angeli

Molti simboli (animali) attribuiti alle costellazioni zodiacali, ancora oggi in uso, sono di origine sumerica.
I simboli più antichi come Toro, Scorpione, Leone e Aquario indicavano i quadranti del cielo corrispondenti agli equinozi e ai solstizi, com'erano localizzati nell'era del Toro (IV-III millennio a.C.). Con la precessione degli equinozi la funzione passò alle costellazioni successive, cioè rispettivamente ad Ariete, Bilancia, Cancro e Capricorno.
Toro e Ariete corrispondono all'equinozio di primavera, quando le greggi ricominciano a figliare. La Bilancia corrisponde all'equilibrio tra notte e giorno nell'equinozio d'autunno; il declino del potere del Sole è ricordato dallo Scorpione, simbolo di oscurità. Il Leone, simbolo del fuoco, rappresenta il caldo estivo, mentre il Cancro (=gambero), che procede indietreggiando, rappresenta la ritirata del Sole dal suo punto più settentrionale nel solstizio d'estate. L'Aquario, infine, portatore d'acqua corrisponde alla stagione piovosa; i Pesci simboleggiano il ritorno della vita e il nuovo inizio dell'agricoltura.
Per le loro caratteristiche stagionali i segni dello zodiaco compaiono spesso in contesti non astrologici in cui si intende sottolineare lo scorrere del tempo. Per esempio molti orologi astronomici storici, in Italia ed in Europa, riportano i segni zodiacali. In molte iconografie, in particolare, i segni zodiacali sono associati con i mesi dell'anno, spesso abbinandoli a rappresentazioni dei lavori agricoli caratteristici di ogni mese.

### Iconologia dello zodiaco

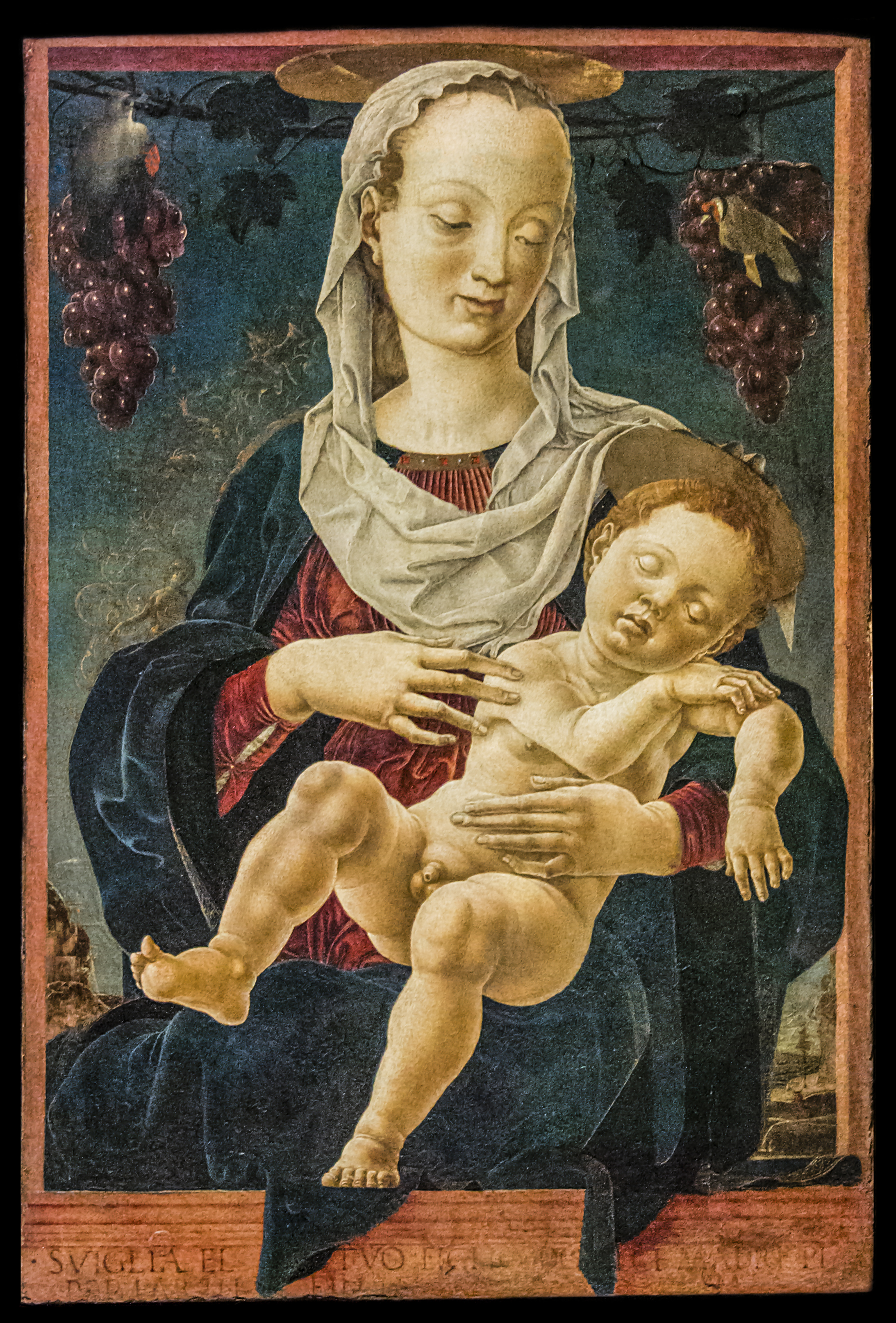
Madonna dello Zodiaco, dove risultano ancora in parte visibili i segni dell'Aquario e dei Pesci

Il mondo giudeo-cristiano ereditò dalla tradizione antica anche l'uso della simbologia zodiacale. Pur essendo ideologicamente contrari all'astrologia, l'ebraismo e il cristianesimo si appropriarono del repertorio di immagini fornito dallo zodiaco, conservandone e replicandone le rappresentazioni soprattutto in funzione calendariale, e, in tal caso, associandole alla sequenza stagionale dei lavori agricoli.
In questo modo la rappresentazione dello zodiaco non uscì mai completamente né dal sistema di segni ebraico né da quello cristiano, e anzi compare in sinagoghe, cattedrali, chiese e monasteri tardo-antichi, medievali e moderni.
Alla fine del Medioevo l'intreccio tra le conoscenze provenienti dal mondo islamico e il risorgere della cultura antica consentì all'astrologia di rifiorire vigorosamente, e al repertorio delle immagini zodiacali di recuperare complessità e raffinatezza, e di uscire dai limiti dell'uso in edifici religiosi per entrare anche nella decorazione degli edifici civili, sia pubblici sia signorili.
Tra le molte rappresentazioni si ricordano le sculture del Portale dello Zodiaco nella Sacra di San Michele in Piemonte e i numerosi cicli di affreschi tra cui quelli del Salone dei Mesi nel Palazzo Schifanoia a Ferrara, della Sala di Opi nel Palazzo Vecchio a Firenze, del salone del Palazzo della Ragione a Padova, della Cappella dei Pianeti nel Tempio Malatestiano a Rimini, del Palazzo D'Arco, del Palazzo Ducale e del Palazzo Te (Sala dei Venti) a Mantova. Raffaello Sanzio rappresentò lo zodiaco nella Stanza della Segnatura in Vaticano, mentre Pinturicchio decorò con i segni zodiacali la Sala delle Sibille negli appartamenti vaticani.

## La cuspide
La cuspide è il punto di confine tra un segno zodiacale e l'altro, tra il 29° ed il grado 0°; è un momento dove le caratteristiche dei segni si uniscono.
Il concetto cuspide però può essere ampliato, si può allargare il periodo cuspide dagli ultimi 5 gradi ai primi 5 gradi di due segni; dal 24° al 29° e dallo 0° al 5° grado.